# Stijn Cools
Stijn Cools (Antwerpen, 1981) is een Belgische jazz/improvisatiedrummer die in verschillende bands speelt. 

## Studies
Cools studeerde op 10-jarige leeftijd klavier aan de Academie van Berchem maar schakelde enkele jaren later over op drums waarna hij workshops volgde bij onder meer Billy Hart en Dré Pallemaerts tijdens de bekende jazzstages in Dworp.
Cools studeerde (en voltooide eerst) in de richting Scenografie en Architectuur, studeerde nadien aan het Conservatorium van Brussel waar hij studeerde bij Stéphane Galland. Cools ontving er de Toots Thielemans Jazz Award 2009/2010.

## De gebroeders Cools
Stijn Cools is de broer van gitarist Bert Cools. De broers richtten in 2012 het muziekplatform/platenlabel Granvat op, dat een bundeling vormt van een aantal jazz/improvisatie-projecten, waaronder bv. Merope.
Beide broers Cools spelen in Banjax, Pudding oO, AAN, Mephiti en Hoera en maakten beiden deel uit van de live-begeleidingsband van Pomrad. Tevens zijn ze drijvende krachten achter Book of Air.
In Book of Air wordt erg verstilde muziek gemaakt, die bewust erg traag is om de relatie tussen klank en tijd te onderzoeken. Er werd twee Book of Air albums opgenomen (onder de naam Fieldtone), het eerste met werk van Stijn Cools, het tweede album (onder de noemer Vvolk) bevat opnames van beide broers.

## Andere projecten
In 2007 was Stijn Cools te gast bij de Klara Festival Bigband o.l.v. Fabrizio Cassol. 
Buiten de hoger reeds vermelde bands speelde Stijn Cools onder meer bij het Mathilde Renault Trio,  Michel Vrydag Kwintet, Nilfisq, Lingo en Casual Encounter. 
Hij trad verder onder meer op met Bart Maris, Antoine Prawerman, Jeroen Van Herzeele, Nicolas Thys, Laurent Blondiau, Fabrizio Cassol, Michel Hatzigeorgiou, Michel Seba, Pierre Vaianna, Robin Verheyen, Erwin Vann, Peter Hertmans, Pierre Van Dormael, Fabian Fiorini, Kris Defoort en Bo Van der Werf.

## Discografie (selectie)
Book of Air-project
- 2015 Fieldtone - book of Air (Sub Rosa)
- 2016 Vvolk - book of Air (Sub Rosa)

Met Hoera
- Pracht (2013)

Met Pudding oO
- EP I (2014)
- EP 2 (2014)
- A Pudding oO CD (2015)

Met Banjax
- OSA (2012)

- Library of Congress Control Number: n2018012154
- MusicBrainz: 89fb55f0-4df9-4c2e-94ea-45874b812a5e
- Virtual International Authority File: 1273152080583407230003
- WorldCat: E39PBJbGQpdqQDC9DdKQ7DbPQq